# 古田良智
古田 良智（ふるた よしとも）は、江戸時代の武士。仙台藩重臣。

## 生涯
享保14年（1729年）、仙台藩士・遠藤以和の二男として生まれ、元文元年（1736年）に古田良據の養子となる。
藩主伊達重村の側近として江戸に勤仕し、剣術の相手も勤める。重村は薩摩藩主島津重豪への対抗意識から昇官運動に狂奔しており、良智に命じて松平武元（老中筆頭）・田沼意次（御側御用取次）・田沼意誠（一橋徳川家家老）・高岳（大奥老女）の四人へ、各々の用人を介して頻繁に付届けをさせた。この買収工作は重村の焦りを反映してあまりに露骨なものであったため、松平武元には、目立たないよう、供の人数も減らして長屋の方へ来るよう指示され、田沼意次には、屋敷に直接金品を持参しようとした際に、挨拶は書面で十分であると断りを入れられている。
明和7年（1770年）に若年寄に就任し、翌明和8年（1771年）に召出となり、禄高1000石となる。なお「大武鑑・中巻」に掲載される安永2年（1773年）刊行の須原屋茂兵衛版武鑑の仙台藩年寄の項目で「太田舎人」と誤記されている。また、同書掲載天明年中刊行の武鑑の仙台藩年寄にも「古田舎人」とある。
寛政2年（1790年）に奉行に就任し、禄高2500石となり、同年10月に家格着座となる。因みに、「大武鑑・中巻」に掲載される寛政3年（1791年）刊行の須原屋版武鑑では刊行の都合で奉行就任情報が反映されずに、年寄の項目に、荒井加右衛門上座、古内要人下座に「古田舎人」の名が見える。
府金100両を元に赤子制導役を確立して赤児間引きの抑制を行ったり、松や杉、桐、梓、漆などの栽植を行う。
享和2年（1802年）9月20日死去。享年74。嫡男・良林が家督を相続した。